# Estireno butadieno
El Estireno Butadieno es un polímero de la familia de los elástómeros o cauchos. Está formado por unidades repetitivas de Estireno y de Butadieno. Este compuesto es vulcanizado posteriormente, para obtener un caucho con propiedades útiles.

## Aplicaciones

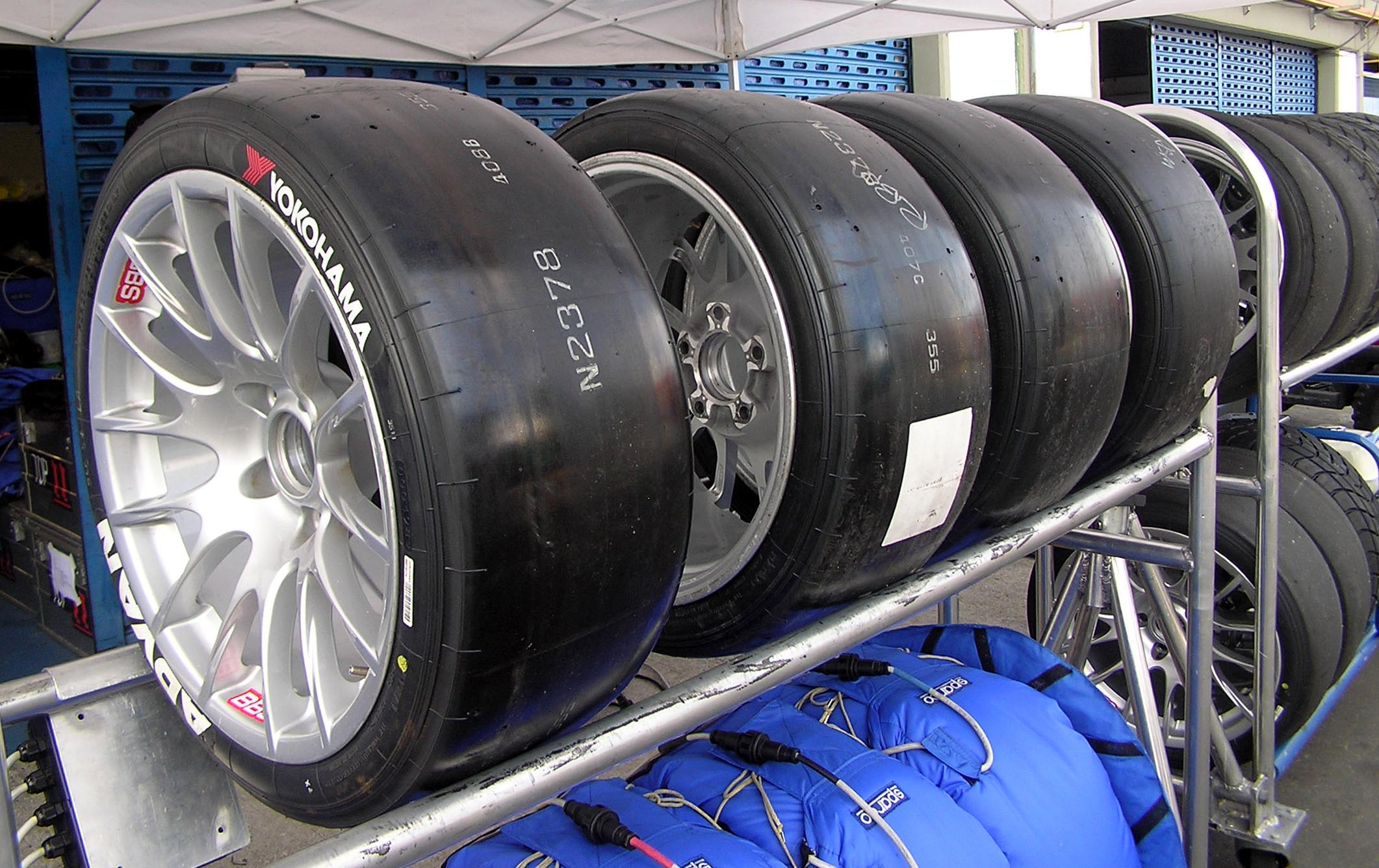
Neumáticos para automóviles: principal aplicación del Estireno Butadieno.

El Estireno Butadieno es el caucho más importante en el mercado. Sus aplicaciones son:
- Neumáticos para automóviles.
- Suelas de zapatos.

Su mercado más importante es el de Neumáticos para automóviles.
- Datos: Q5849472